# Ґожендув
Ґожендув (пол. Gorzędów) — село в Польщі, у гміні Каменськ Радомщанського повіту Лодзинського воєводства.
Населення — 848 осіб (2011).
У 1975-1998 роках село належало до Пйотрковського воєводства.

## Демографія
Демографічна структура станом на 31 березня 2011 року:
|          | Загалом | Допрацездатний вік | Працездатний вік | Постпрацездатний вік |
| -------- | ------- | ------------------ | ---------------- | -------------------- |
| Чоловіки | 415     | 100                | 272              | 43                   |
| Жінки    | 433     | 88                 | 239              | 106                  |
| Разом    | 848     | 188                | 511              | 149                  |